# Żararaka żółtopasa
Żararaka żółtopasa (Bothrops taeniatus) – gatunek jadowitego węża z rodziny żmijowatych (Viperidae) i podrodziny grzechotników (Crotalinae). Zamieszkuje tropikalne Lasy deszczowe Ameryki Południowej.

## Systematyka
Takson ten po raz pierwszy zgodnie z zasadami nazewnictwa binominalnego opisał w 1824 roku niemiecki herpetolog i ornitolog Johann Georg Wagler w książce Serpentum Brasiliensium species novaeou, Histoire naturelle des espèces nouvelles de serpens: recueillies et observées pendant le voyage dans l'intérieur du Brésil dans les années 1817, 1818, 1819..., nadając mu nazwę Bothrops taeniatus. Jako miejsce typowe podał Habitat ad flumen Amazonum w Brazylii. Holotyp zaginął. Neotyp MNHN 1582 wyznaczyli w 1983 roku Hoogmoed i Gruber. Wyróżnia się dwa podgatunki:
- C. t. taeniatus Wagler, 1824
- C. t. lichenosus Roze, 1958[1][5].

### Etymologia
- Bothrops: gr. βoθρος bothros „rów, wgłębienie”[7]; ωψ ōps, ωπος ōpos „oko”[8].
- taeniatus – gr. taeniatus – „wstążka”[5].

## Morfologia
Jest to duży, nadrzewny wąż o długości dochodzącej nawet do 1750 mm. Tęczówki żółte z czarnymi, wyraźnie widocznymi plamami z pionowymi źrenicami. Grzbiet od lawendowoszarego do żółtozielonego; głowa ma tę samą podstawową kolorystykę, ale z czarnymi plamami powyżej i licznymi czarnymi i żółtymi cętkami. Na grzbiecie od 26 do 40 ciemniejszych, brązowych lub ciemnobrązowych plam o kształcie w przybliżeniu kwadratowym, które w górnej części grzbietu tworzą coś na kształt pasów, a w bocznej rozdzielają się, tworząc wzór układających się w szeroki pas regularnych plam. Końcówka ogona jest zazwyczaj czerwonawa lub różowa u osobników młodych i ciemnozielona u osobników dorosłych. Na styku łusek grzbietowych i tarczek brzusznych znajduje się seria 50–90 białych lub żółtych plamek, każda plamka pokrywa 1–2 łuski grzbietowe i część 1–2 sąsiednich łusek brzusznych, plamki są oddzielone przestrzenią 1–4 łusek brzusznych. Głowa trójkątna, zazwyczaj w kolorze grzbietu. Charakteryzuje się również wyraźnym, czarnym pasem policzkowym, który rozciąga się od oka do krawędzi pyska. Podobnie jak wszystkie grzechotniki, ma jamki policzkowe, niewielkie zgłębienia znajdujące się pomiędzy okiem a nozdrzem, wyposażone w receptory podczerwieni, umożliwiające mu wyczuwanie ofiary i polowanie w całkowitej ciemności.
Wymiary:
|                          | Samiec  | Samica  |
| Długość całkowita (mm)   | 1422    | 1745    |
| Łuski grzbietowe (rzędy) | 25–29   | 25–29   |
| Tarczki brzuszne         | 203–252 | 228–254 |
| Tarczki podogonowe       | 70–91   | 66–80   |
| Tarczki nadwargowe SL    | 6–8     | 6–8     |

## Występowanie
Żararaka żółtopasa występuje w lasach tropikalnych północnej i środkowej Ameryki Południowej. Występuje w Brazylii (stany Amazonas, Rondônia, Mato Grosso, Goiás, Roraima, Maranhão, Pará, Acre), Kolumbii, Ekwadorze, Peru, Boliwii, Gujanie Francuskiej, Gujanie, Surinamie i Wenezueli do stoków Andów, na wysokościach od poziomu morza do prawie 2150 m n.p.m.

## Ekologia i zachowanie
Żararaka żółtopasa jest wężem nadrzewnym, prowadzącym nocny i zmierzchowy tryb życia. Zamieszkuje stare lub wtórne wiecznie zielone lasy nizinne, obrzeża lasów, wiejskie ogrody, spotykany jest także w pobliżu siedlisk ludzkich. Większość czasu spędzają zwinięte, na ściółce lub na nisko położonych gałęziach, krzewach, pnączach i epifitach, 0,5–5 m nad ziemią. Żerują z zasadzki. Dieta tego gatunku składa się z gryzoni, dydelfowatych, jaszczurek (m.in. Alopoglossus atriventris), płazów bezogonowych oraz owadów. Zarówno młode, jak i dorosłe osobniki wabią ofiarę, poruszając kolorowymi końcówkami ogona.
Żararaka żółtopasa jest gatunkiem silnie jadowitym. Dawka śmiertelna LD50 4,5 mg/kg. Gatunek ten odpowiada za około 0,2–5% ukąszeń w obszarze jego występowania. W przypadku ukąszenia przez węża ludzi jego jad powoduje silny ból, obrzęk, podbiegnięcia krwawe, silne krwawienie, pęcherze, gorączkę, zawroty głowy, zmniejszenie reakcji mięśni, martwicę i prawdopodobnie także śmierć, chociaż takich przypadków nie odnotowano. W Ekwadorze, Kolumbii i Brazylii dostępne są surowice, które mogą złagodzić skutki ukąszenia.
Inkubacja jaj odbywa się w ciele samicy, która „rodzi” już wyklute młode, w jednym miocie liczba osobników dochodzi do 17. Długość młodych węży waha się od 24,4 cm do 40 cm.

## Status zagrożenia
W Czerwonej księdze gatunków zagrożonych IUCN żararaka żółtopasa jest klasyfikowany jako gatunek najmniejszej troski (LC, ang. Least Concern). Liczebność populacji nie jest znana, trend uznawany jest za stabilny. Gatunek jest opisywany jako dość pospolity.